# Plaza Universidad
Plaza Universidad fue el primer centro comercial anclado con una tienda departamental construido en la Ciudad de México. Está ubicado en la Avenida Universidad en la colonia Santa Cruz Atoyac, alcaldía Benito Juárez. Abrió al público el 28 de noviembre de 1969. El centro sigue siendo anclado por Sears, y otros comercios principales son Sanborns, Yak Casino, y un multicine Cinépolis, entre otros.
Cuando se abrió, con sus 75 comercios y 500 lugares de estacionamiento, era el centro comercial más grande del país, Y lo sería hasta el año 1971, cuando se abrió Plaza Satélite. Los dos centros fueron diseñados por el arquitecto Juan Sordo Madaleno.